# Eupithecia sublacteolata
Eupithecia sublacteolata är en fjärilsart som beskrevs av Eugen Wehrli 1929. Eupithecia sublacteolata ingår i släktet Eupithecia och familjen mätare. Inga underarter finns listade i Catalogue of Life.